# Бюст М. А. Балакирева (Нижний Новгород)
Бюст М. А. Балакирева — памятник выдающемуся композитору, дирижёру, организатору и главе «Могучей кучки» Балакиреву М. А. (1837—1910), установленный в Нижнем Новгороде, в сквере у дома № 5 по улице Провиантской.

## Авторы проекта
- Скульптор: В. И. Пурихов
- Архитектор: Г. П. Малков

## История создания
С 1842 по 1848 год в доме № 5 по улице Провиантской проживал М. А. Балакирев. Здесь он получил первые фортепианные уроки. В 1973 году здание было отреставрировано и передано Нижегородскому отделению Союза композиторов. В доме располагается музей Балакирева. В 1979 году перед домом в сквере было решено установить памятник Балакиреву.

## Описание памятника
Скульптурный бюст из чёрного гранита, на постаменте золотом высечена подпись Балакирева. Рядом расположена бронзовая стела, выполненная в виде нотного стана, со словами: «Не будь Балакирева, судьбы русской музыки были бы совершенно другие».

## Открытие памятника
Открытие памятника состоялось 10 октября 1980 года. На торжественном митинге присутствовали студенты и преподаватели консерватории, хоровой капеллы мальчиков, сотрудники филармонии.